# Entrevue de Saint-Florentin

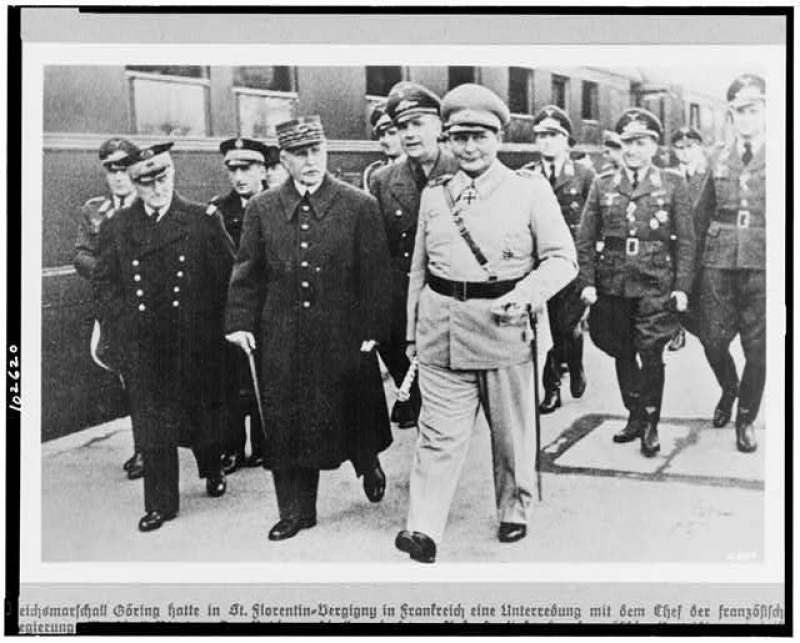
Entrevue entre le maréchal de France Philippe Pétain et le Reichsmarschall Hermann Göring, gare de Saint-Florentin - Vergigny, 1er décembre 1941.

L’entrevue de Saint-Florentin est une rencontre entre le maréchal Pétain, chef de l'État français de Vichy, et le Reichsmarschall Göring dans la gare de Saint-Florentin - Vergigny dans l'Yonne le 1er décembre 1941.
Les deux parties se sont rencontrées pour tenter de négocier quelques avantages : Göring souhaitait tirer avantage de l’empire colonial français en Afrique du Nord, dans le cadre des opérations militaires allemandes en cours dans la zone libyenne ; Pétain souhaitait améliorer la vie quotidienne des Français, notamment à propos des prisonniers de guerre. Il apparaît que l'entrevue n'a donné aucun résultat. 

## Fonctions et rôle de Göring dans le Troisième Reich
Göring est l’un des principaux adjoints du Führer Adolf Hitler, compagnon d’armes de ce dernier depuis les premières heures du parti nazi au début des années 1920. À la fin de l’année 1941, il est alors Reichsmarschall , ministre de l'Aviation, commandant en chef de la Luftwaffe, ministre chargé du Plan de quatre ans. Il cumule également les fonctions de président du Reichstag et de ministre de l'Intérieur de Prusse. Après l'invasion de l'Union soviétique en juin 1941, c’est lui qui a adressé un ordre de mission au directeur de l'Office central de sécurité du Reich (RSHA), Reinhard Heydrich, par une lettre du 31 juillet 1941 dans le but de mettre en place la « solution finale de la question juive ».

## Modalités pratiques
Pour se rendre sur les lieux de la rencontre, Pétain et l'amiral Darlan quittent Vichy en train spécial et arrivent d’abord à Coulanges-sur-Yonne, en zone occupée. Il y sont accueillis par Fernand de Brinon, délégué général du gouvernement français dans les territoires occupés, et par le Generalmajor Friedrich-Carl Hanesse (de), commandant de la Luftwaffe à Paris et représentant du Reichsmarschall Göring. Ils poursuivent ensuite leur voyage en convoi automobile, jusqu'à la gare de Saint-Florentin - Vergigny, à une soixantaine de kilomètres plus au nord, pour y retrouver Göring.
Göring accueille Pétain à sa descente d'automobile et l'accompagne jusqu'à son train personnel blindé, qui l'a amené sur les lieux depuis Berlin : l'entretien se déroule dans la voiture-restaurant du train blindé.

## Objectifs de chacune des parties et résultat
Cette rencontre se situe dans la continuité de la politique de collaboration initiée à Montoire avec la rencontre entre Pétain et Hitler, le 24 octobre 1940, soit un peu plus d’un an avant. L'amiral Darlan, alors chef du gouvernement de Vichy et anglophobe depuis Mers el-Kébir, souhaite renforcer les liens entre l'Allemagne et la France, afin que celle-ci puisse retrouver un rang et renégocier des clauses d'armistice plus favorables contre une collaboration plus accentuée.
Pour Pétain il s'agit, en échange d'un partenariat plus poussé avec le Troisième Reich, d'obtenir une importante contrepartie. Il va donc présenter à Göring de nombreuses doléances comme un retour d'un plus grand nombre de prisonniers de guerre français, moins de confiscations agricoles et de plus grandes facilités pour franchir la ligne de démarcation. Mais Göring ne veut pas entendre parler d'un partenariat ; pour lui, la France reste la vaincue de juin 1940 : il souhaite uniquement discuter de l'aide dont le Panzergruppe Afrika du général Rommel, qui se bat en Libye et aux confins de l'Égypte, pourrait bénéficier en Tunisie s'il devait s'y replier.
La rencontre dure trois heures mais se termine par un échec, chacun restant sur ses positions.
Elle a ensuite fait l'objet d'un reportage pour les informations cinématographiques.